# Wilhelm Wehren
Wilhelm Wehren (* 14. August 1914 auf Voeskenshof; † 18. Februar 1999 ebenda) war ein deutscher Politiker (CDU). 
Wehren, von Beruf Landwirt, war Amtsbürgermeister des Amtes Kervenheim mit Sitz in Winnekendonk, das im Zuge der kommunalen Neugliederung 1969 in die Stadt Kevelaer integriert wurde. Ab September 1946 war er Vorsitzender des Ortsverbandes der CDU Kervenheim, im Juli 1948 ein Verhandlungspartner für die Ansiedelung dreier für die regionale Entwicklung wichtiger Betriebe in Winnekendonk bzw. Schravelen. Ebenso setzte er sich für den Wohnungsbau, den Wiederaufbau der in großen Teilen zerstörten Winnekendonker Kirche, den Bau eines Kindergartens und eines Seniorenheimes in den vom Krieg stark heimgesuchten Gemeinden Winnekendonk und Kervenheim ein. Wilhelm Wehren war mit Amtsdirektor August Wormland Wegbereiter für den Neubau der Schule, die am 1. Oktober 1949 in Winnekendonk eingesegnet und so eröffnet wurde.
Von 1950 bis 1970 war er Mitglied des Landtages Nordrhein-Westfalens für den damaligen Landkreis Geldern. Er war Teilnehmer der Bundesversammlung, die am 17. Juli 1954 Theodor Heuss, FDP, als Bundespräsident wiedergewählt hat. Zur Anerkennung seiner Leistungen wurde Wilhelm Wehren 1970 von NRW-Innenminister Willi Weyer das Verdienstkreuz 1. Klasse des Verdienstordens der Bundesrepublik Deutschland überreicht.